# Trichogaster
Die Gattung Trichogaster (Syn.: Colisa) umfasst kleinbleibende Labyrinthfische, die hauptsächlich in Nordindien, Bangladesch und Myanmar vorkommen.

## Merkmale
Bei den Vertretern dieser Gattung sind die Bauchflossen zu einem einzigen lang ausgezogenen Hartflossenstrahl reduziert. Dieser reicht im angelegten Zustand bis zum Schwanzflossenansatz und besitzt Geschmacksknospen, mit denen die Fische Artgenossen erkennen können. Im Gegensatz zu den anderen Fadenfischen (die der Gattung Trichopodus) ist bei den Arten dieser Gattung die Rückenflosse etwa gleich lang wie die Afterflosse und wird von 15–19 Hartflossenstrahlen gestützt. Außerdem ist der Körper gedrungener und wird je nach Art zwischen vier und zwölf cm lang. Wie die meisten Labyrinthfische ernähren auch diese sich hauptsächlich von Zooplankton wie Kleinkrebse, Insekten und deren Larven, sowie von Anflugnahrung, also von Insekten, die auf der Wasseroberfläche landen.

## Vorkommen
Die Fische dieser Gattung kommen vor allem in den Flüssen vor, die in der nördlichen und nordöstlichen Kontaktregionen des indischen Subkontinent mit der Eurasischen Platte entstanden sind. Dies ist mit Nordindien, Südnepal und Bangladesch das Gebiet Bengalens bzw. dessen Nachbarschaft, sowie weiter südöstlich Myanmar. Der Zwergfadenfisch und der Honiggurami leben im Einzugsgebiet der Flüsse Ganges und Brahmaputra. Der gestreifte Fadenfisch kommt als Kulturfolger zusätzlich noch in einigen weiteren Teilen Indiens vor. Der Dicklippige Fadenfisch besiedelt das Einzugsgebiet des Irrawaddy. Die Fische leben in der Trockenzeit in großen Verbänden in den Flüssen und ziehen in der Regenzeit in die Überflutungsgebiete und Reisfelder, um sich dort fortzupflanzen.

## Fortpflanzung
Zur Fortpflanzung besetzen die Männchen Reviere und bauen darin zwischen Wasserpflanzen ein Schaumnest. Durch Balz lockt das Männchen ein paarungsbereites Weibchen unter das Schaumnest. Bei der Paarung unter dem Nest werden i. A. mehrere hundert Schwimmeier abgegeben, die aufgrund ihres Öltropfens von selbst in das Nest steigen. Anschließend wird die direkte Umgebung des Nestes von den Männchen bewacht, und die Weibchen aus der unmittelbaren Umgebung vertrieben. Die Larven schlüpfen je nach Temperatur und Art nach 24–48 Stunden und werden passiv durch einen ölhaltigen Dottersack und aktiv durch das Männchen im Nest gehalten. Nach wenigen Tagen verlassen die Larven das Nest und werden nicht weiter durch die Männchen gepflegt.

## Nutzung
In ihrer Heimat werden alle Vertreter als Speisefische genutzt. Die kleinen dienen dabei als Trockenfisch, die größeren werden auch als Frischfisch verwendet. Der Zwergfadenfisch und der Honiggurami zählen außerdem als Aquarienfische zum Standardangebot von Zoohandlungen, und von beiden. sowie vom Dicklippigen Fadenfisch, existieren daraus resultierend Zuchtformen.

## Systematik
Die Gattung wurde 1801 von Bloch & Schneider ohne Typusart aufgestellt. Sie enthielt sowohl einen östlichen als auch einen westlichen Fadenfisch. Von 1829 bis 1831 erfolgte die Aufteilung in die heute anerkannten Gattungen, dabei wurden jedoch ungültige Synonyme eingeführt. Am bekanntesten ist Colisa für die westlichen Fadenfische durch Cuvier 1831. 1917 legte dann Jordan den Gestreiften Fadenfisch als Typusart für die westlichen Fadenfische mit dem Gattungsnamen Trichogaster fest. Allerdings war seit 1923 doch der Name Colisa lange bis zum Ende des 20. Jahrhunderts gebräuchlich und ist auch heute noch sehr häufig anzutreffen. Der korrekte wissenschaftliche Name ist aber Trichogaster und findet auch wieder Einzug in die wissenschaftliche Literatur.
Der Gattungsname deutet auf die fadenartigen Bauchflossen hin („Thrix“ = „Haar“, „Gaster“ = „Bauch“).
Folgende Arten gehören der Gattung Trichogaster an:
- Honiggurami (Trichogaster chuna) (Hamilton, 1822).
- Gestreifter Fadenfisch (Trichogaster bejeus) Hamilton, 1822.[9]
- Dicklippiger Fadenfisch (Trichogaster labiosa) Day, 1877.
- Zwergfadenfisch (Trichogaster fasciata) Bloch & Schneider, 1801.[9]